# Прата-Саннита
Прата-Саннита (итал. Prata Sannita) — коммуна в Италии, располагается в регионе Кампания, в провинции Казерта.
Население составляет 1699 человек, плотность населения составляет 81 чел./км². Занимает площадь 21 км². Почтовый индекс — 81010. Телефонный код — 0823.
Покровителем коммуны почитается святой мученик Панкратий Римский, празднование 12 мая.